# Metopina perpusilla
Metopina perpusilla är en tvåvingeart som först beskrevs av Walter M. Six 1878.  Metopina perpusilla ingår i släktet Metopina och familjen puckelflugor. Arten har ej påträffats i Sverige. Inga underarter finns listade i Catalogue of Life.